# Рон Десантіс
Рональд Діон Десантіс (англ. Ronald Dion DeSantis; нар. 14 вересня 1978, Джексонвілл, Флорида) — американський політик-республіканець, 46-й губернатор штату Флорида з 8 січня 2019. З 2013 до 2018 роки представляв 6-й округ штату Флорида в Палаті представників.

## Біографія
Рональд Десантіс народився у Джексонвіллі у сім'ї Керен та Роналда Деніела Десантісів, його батько та мати мають італійське походження.
У 2001 році він закінчив Єльський університет, де вивчав історію та відзначився грою в університетський бейсбол. У 2005 році Десантіс здобув ступінь доктора права у Гарвардському університеті.
З 2005 до 2010 він служив у юридичному відділі Військово-морських сил, відбував службу 2007 і 2008 в Іраку. Після закінчення своєї активної військової служби став членом резерву ВМС Сполучених Штатів. Десантіс був нагороджений Бронзовою Зіркою і Медаллю за Іракську кампанію.
З 2008 до 2010 Десантіс працював в офісі прокурора Сполучених Штатів для Середнього округу Флориди. Викладав військове право в Школі права Прибережної Флориди й опублікував книгу під назвою «Dreams From Our Founding Fathers: First Principles in the Age of Obama».
Десантіса вперше обрали до Палати представників США, нижньої палати американського парламенту, у 2012 році. У Конгресі він став членом-засновником «Freedom Caucus» — групи консервативних республіканців, котрі були в опозиції до тодішнього президента-демократа Барака Обами. Десантіс був союзником наступного президента — республіканця Дональда Трампа.
У 2018 році Десантіс виграв вибори губернатора штату Флорида, здобувши перемогу над опонентом-демократом Ендрю Ґіллумом (мером Таллахассі) із відривом у 0.4 % голосів. Він обійняв посаду в січні 2019 року, за час губернаторства відзначився опозицією до суворих карантинних обмежень під час пандемії COVID-19. У медіа Десантіс широко вважався одним із найімовірніших кандидатів на посаду президента від Республіканської партії на виборах 2024 року.
24 травня 2023 року Десантіс подав документи до Федеральної виборчої комісії для участі у президентських виборах у США 2024 року, підписавши перед цим законопроєкт, що дозволяє йому брати участь в президентських виборах не звільняючись при цьому з посади губернатора штату Флорида.
На перших партійних зборах, що відбулись 15 січня 2024 в Айові, здобув 21,2% (23 420 голосів) та 9 делегатів, посівши друге місце після Дональда Трампа.
21 січня 2024 року оголосив про вихід із президентської гонки, підтримавши Трампа.

## Політика щодо України
13 березня 2023 року американський консервативний політичний пропагандист Такер Карлсон оприлюднив відповіді Десантіса на шість питань щодо російського вторгнення в Україну. У своїй відповіді Десантіс назвав російське вторгнення «територіальним спором» та зазначив що «подальше втягнення в територіальну суперечку між Україною та Росією не є одним з національних інтересів Сполучених Штатів Америки»
22 березня 2023 року під час інтерв'ю з британським журналістом Пірсом Морганом Десантіс роз'яснив, що під «територіальним спором» він розуміє зону активних бойових дій, і використання цієї фрази не означає, що Росія має право на окуповані території. Він також зазначив, що той факт, що Україна успішно опирається агресії, не є достатнім чинником для більшого втручання Сполучених Штатів. Десантіс зазначив, що Україна має право на повернення тимчасово окупованих територій, і якби Десантіс мав можливість миттєво повернути ці території, він би це зробив, проте реальність така, що для Сполучених Штатів загострювати ситуацію шляхом постачання більшої кількості зброї буде помилкою. Водночас Десантіс підтвердив свою позицію що ні у 2014, ні у 2022 Росія не мала право на вторгнення.
25 квітня 2023 року в інтерв'ю Nikkei Asia Десантіс зазначив що «досягнення ситуації припинення вогню в Україні буде в інтересах усіх сторін».
24 травня 2023 року, відповідаючи на запитанні Трея Гауді в етері Fox News Tonight, Десантіс зазначив, що «з точки зору того, що відбувається у Східній Європі, я хотів би побачити врегулювання. Я не хочу бачити ширшої війни. Невідомо, як це буде виглядати в січні 2025 року, але я б не хотів, щоб Сполучені Штати з нашими військами були втягнуті у війну в Росії чи в Україні».
13 липня 2023 року журналіст A.G. Gancarski оприлюднив коментар Десантіса, зроблений під час інтерв'ю зі Стівом Дісом, в якому Десантіс заявив що він виступає проти вступу України до НАТО.